# 2009年イギリスグランプリ
2009年イギリスグランプリ（2009ねんイギリスグランプリ）は、2009年F1世界選手権第8戦として、2009年6月21日にシルバーストンで開催されたイギリスグランプリ。正式名称は2009 FORMULA 1 Santander British Grand Prix。

## 開催前
KERSはマクラーレンがフリー走行では搭載していたが、レースでは搭載を見送ったためにKERS搭載車はフェラーリの2台だけになった。
レッドブルがフロントノーズなどの大幅なアップデートを行ってきた。
気温が低いため、フリー走行ではタイヤの温まりなどに苦労するチームが多く見られた。

## 予選
気温16℃、路面温度25℃、湿度60％の条件下で予選がスタート。

### 展開

#### Q1
気温が低い中、ソフトタイヤとハードタイヤに分かれる。
10分が経過し、レッドブルがワン・ツー体勢。ハードタイヤを履いたマシンは周回を重ねるごとにタイムが上がってくる。残り6分でフェラーリは2台ともノックアウトゾーンにいたが残り3分で2台ともタイムを上げてくる。逆にマクラーレンの2台がノックアウトゾーンに下がってしまう。残り時間が40秒余りでフォース・インディアのエイドリアン・スーティルが11コーナーでクラッシュ。残り時間で24秒で赤旗中断となり、実質的にここでQ1が終了。トップは赤旗中断直前にトップタイムをマークしたウィリアムズの中嶋一貴。
トロ・ロッソの2台とフォース・インディアの2台、マクラーレンのルイス・ハミルトンがQ1敗退となった。ハミルトンはこれで3戦連続のQ1敗退。ちなみに、ハミルトンが次にQ1敗退するのは2017年ブラジルGPになる。

#### Q2
気温16℃、路面温度26℃、湿度61％
セッションが開始し、レッドブルの2台を先頭に各マシンがアタックに入る。そのレッドブルはハードタイヤ。そのほかのマシンはソフトタイヤを選択。レッドブルはフロントノーズをアップデートした効果が現れ、ワン・ツー体勢でQ2が終了。セバスチャン・ベッテルは各セクターではトップタイムをマークできなかったものの、Q2トップタイムをマーク。フェラーリのフェリペ・マッサ、マクラーレンのヘイッキ・コバライネン、
ルノーのネルソン・ピケ、BMWザウバーの2台がQ2敗退。

#### Q3
気温29℃、路面温度47℃、湿度26％
ルノーのフェルナンド・アロンソを残し、各マシンがアタックを開始。レッドブルの2台とブラウンGPのルーベンス・バリチェロの3台でトップタイムを更新し合う展開となる。残り5分を切ったところで各マシンが一旦ピットに戻り、再びアタックに出る。残り1分でバリチェロがマーク・ウェバーのタイムを上回るが、その直後にベッテルが再びトップに立つ。今期2度目のQ3となった中嶋はミスによりタイムを上げられず、残り10秒を切ったところでコントロールラインを通過し、最後のアタックにかける。ウェバーもポールポジションを狙って最後のアタックに入るが、キミ・ライコネンをうまくかわせずタイムを上げられない。中嶋は最後のアタックでタイムをのばし、ジェンソン・バトンを上回って自己最高の5グリッドを獲得。ベッテルがトルコGP以来今期3度目のポールポジションを獲得。

### 結果
| 順位 | ナンバー | 名前                     | チーム                         | Q1       | Q2       | Q3       | グリッド |
| ---- | -------- | ------------------------ | ------------------------------ | -------- | -------- | -------- | -------- |
| 1    | 15       | セバスチャン・ベッテル   | レッドブル・ルノー             | 1'18.685 | 1'18.119 | 1'19.509 | 1        |
| 2    | 23       | ルーベンス・バリチェロ   | ブラウン・メルセデス           | 1'19.325 | 1'18.335 | 1'19.856 | 2        |
| 3    | 14       | マーク・ウェバー         | レッドブル・ルノー             | 1'18.674 | 1'18.209 | 1'19.868 | 3        |
| 4    | 9        | ヤルノ・トゥルーリ       | トヨタ                         | 1'18.886 | 1'18.240 | 1'20.091 | 4        |
| 5    | 17       | 中嶋一貴                 | ウィリアムズ・トヨタ           | 1'18.530 | 1'18.575 | 1'20.216 | 5        |
| 6    | 22       | ジェンソン・バトン       | ブラウン・メルセデス           | 1'18.957 | 1'18.663 | 1'20.289 | 6        |
| 7    | 16       | ニコ・ロズベルグ         | ウィリアムズ・トヨタ           | 1'19.228 | 1'18.591 | 1'20.361 | 7        |
| 8    | 10       | ティモ・グロック         | トヨタ                         | 1'19.198 | 1'18.791 | 1'20.490 | 8        |
| 9    | 4        | キミ・ライコネン         | フェラーリ                     | 1'19.010 | 1'18.566 | 1'20.715 | 9        |
| 10   | 7        | フェルナンド・アロンソ   | ルノー                         | 1'19.167 | 1'18.761 | 1'20.741 | 10       |
| 11   | 3        | フェリペ・マッサ         | フェラーリ                     | 1'19.148 | 1'18.927 |          | 11       |
| 12   | 5        | ロバート・クビサ         | BMWザウバー                    | 1'19.730 | 1'19.308 |          | 12       |
| 13   | 2        | ヘイッキ・コバライネン   | マクラーレン・メルセデス       | 1'19.732 | 1'19.353 |          | 13       |
| 14   | 8        | ネルソン・ピケ           | ルノー                         | 1'19.555 | 1'19.392 |          | 14       |
| 15   | 6        | ニック・ハイドフェルド   | BMWザウバー                    | 1'19.559 | 1'19.448 |          | 15       |
| 16   | 21       | ジャンカルロ・フィジケラ | フォースインディア・メルセデス | 1'19.802 |          |          | 16       |
| 17   | 11       | セバスチャン・ブルデー   | トロロッソ・フェラーリ         | 1'19.898 |          |          | 17       |
| 18   | 20       | エイドリアン・スーティル | フォースインディア・メルセデス | 1'19.909 |          |          | 18       |
| 19   | 1        | ルイス・ハミルトン       | マクラーレン・メルセデス       | 1'19.917 |          |          | 19       |
| 20   | 12       | セバスチャン・ブエミ     | トロロッソ・フェラーリ         | 1'20.236 |          |          | 20       |

## 決勝
12:30時点では 気温16℃、路面温度24℃
フォーメーションラップ開始時には路面温度が30℃まで上がる。

### 展開
上位勢はウィリアムズの2台とルノーのフェルナンド・アロンソがハードタイヤを選択。
スタートでは上位3台に変動は起こらなかったが、トヨタのヤルノ・トゥルーリ、ブラウンGPのジェンソン・バトンがスタートに失敗し順位を落としてしまう。その隙をついて中嶋一貴が5番手から4番手に、キミ・ライコネンが9番手から5番手に順位を上げる。5番手スタートのトゥルーリはハンガーストレートでニコ・ロズベルグにも抜かれ、7番手まで順位を下げる。オープニングラップで4位以下の順位が大きく入れ替わることになる。先頭のベッテルは上位10台の中で最も燃料を積んでいるにもかかわらず、2位以下との差を広げていく。後方ではBMWザウバーのニック・ハイドフェルド・アロンソ・ロバート・クビサ・ハミルトンの順番となり、BMW勢が元ワールドチャンピオンを抑える形になる。
燃料が最も軽い中嶋一貴は15周目に最初のピットイン。次の周回でライコネンがピットイン。中嶋は新品のハードタイヤのためにタイムが伸びず、ライコネンに交わされてしまう。上位勢では18周目にロズベルグ、トゥルーリ、バトンがピットイン。3台とも中嶋の前でコースに復帰。19周目にバリチェロ、次の周でウェーバーがピットイン。ここでウェバーがバリチェロをかわして2番手に上がる。トップのベッテルは21周目にピットイン。マッサは燃料を多く積んでいたために2番手まで順位を上げ、23周目にピットイン。5番手でコースに戻る。1回目のピットストップを終え、4番手以下の順位が再び大きく入れ替わる。
第2スティントに入り、ベッテルは順調にタイムを伸ばしていき、後方のマシンを次々と周回遅れにしていく。ウェバーも3位以下を引き離し、レッドブルの完全なワン・ツー体勢を築く。34周目、ピットから出たばかりのコバライネンとスクーデリア・トロ・ロッソのセバスチャン・ブルデーが接触しコバライネンの左のリアタイヤがパンクし、2周連続でのピットインを余儀なくされる。ブルデーもフロントウィングを失い、ピットイン。その後両者はその後、リタイヤとなってしまう。
上位勢の先陣を切って中嶋が40周目にピットストップを行う。その後、42周目にライコネン、43周目にロズベルグ、44周目にベッテル、45周目にマッサ、46周目にトゥルーリ、47周目にウェバーとバリチェロ、49周目にバトンがピットストップを行い、マッサが4番手に上がる。
残り10周を切り、6番手のバトンが4番手マッサ、5番手ロズベルグとの差を1～2秒ずつ縮めていくが抜くことはできない。結局その後大きな変動はなく、そのままレースが終了。ベッテルが自身初のハットトリックで今期2勝目、ウェバーが2番手となりレッドブルが圧勝、3番手にバリチェロ、以下マッサ、ロズベルグ、バトン、トゥルーリ、ライコネンとなった。今期初ポイントの期待がかかった中嶋はコース上では抜かれなかったものの、11番手に終わった。

### 結果
| 順位 | No | ドライバー               | コンストラクター                | 周回数 | タイム/リタイヤ | グリッド | ポイント |
| ---- | -- | ------------------------ | ------------------------------- | ------ | --------------- | -------- | -------- |
| 1    | 15 | セバスチャン・ベッテル   | レッドブル-ルノー               | 60     | 1:22'49.328     | 1        | 10       |
| 2    | 14 | マーク・ウェバー         | レッドブル-ルノー               | 60     | +15.188         | 3        | 8        |
| 3    | 23 | ルーベンス・バリチェロ   | ブラウン-メルセデス             | 60     | +41.175         | 2        | 6        |
| 4    | 3  | フェリペ・マッサ         | フェラーリ                      | 60     | +45.043         | 11       | 5        |
| 5    | 16 | ニコ・ロズベルグ         | ウィリアムズ-トヨタ             | 60     | +45.915         | 7        | 4        |
| 6    | 22 | ジェンソン・バトン       | ブラウン-メルセデス             | 60     | +46.285         | 6        | 3        |
| 7    | 9  | ヤルノ・トゥルーリ       | トヨタ                          | 60     | +1'08.307       | 4        | 2        |
| 8    | 4  | キミ・ライコネン         | フェラーリ                      | 60     | +1'09.622       | 9        | 1        |
| 9    | 10 | ティモ・グロック         | トヨタ                          | 60     | +1'09.823       | 8        |          |
| 10   | 21 | ジャンカルロ・フィジケラ | フォース・インディア-メルセデス | 60     | +1'11.522       | 16       |          |
| 11   | 17 | 中嶋一貴                 | ウィリアムズ-トヨタ             | 60     | +1'14.023       | 5        |          |
| 12   | 8  | ネルソン・ピケ           | ルノー                          | 59     | +1 Lap          | 14       |          |
| 13   | 5  | ロバート・クビサ         | BMWザウバー                     | 59     | +1 Lap          | 12       |          |
| 14   | 7  | フェルナンド・アロンソ   | ルノー                          | 59     | +1 Lap          | 10       |          |
| 15   | 6  | ニック・ハイドフェルド   | BMWザウバー                     | 59     | +1 Lap          | 15       |          |
| 16   | 1  | ルイス・ハミルトン       | マクラーレン-メルセデス         | 59     | +1 Lap          | 19       |          |
| 17   | 20 | エイドリアン・スーティル | フォース・インディア-メルセデス | 59     | +1 Lap          | 18       |          |
| 18   | 12 | セバスチャン・ブエミ     | トロ・ロッソ-フェラーリ         | 59     | +1 Lap          | 20       |          |
| Ret  | 11 | セバスチャン・ブルデー   | トロ・ロッソ-フェラーリ         | 37     | Crash           | 17       |          |
| Ret  | 2  | ヘイッキ・コバライネン   | マクラーレン-メルセデス         | 36     | Crash           | 13       |          |